# Danuri
El Korea Pathfinder Lunar Orbiter (KPLO), oficialmente Danuri, es el primer orbitador lunar de Corea del Sur. El orbitador, su carga útil científica y su infraestructura de control terrestre son demostradores de tecnología. El orbitador también tendrá la tarea de inspeccionar recursos lunares como hielo de agua, uranio, helio-3, silicio y aluminio, y producir un mapa topográfico para ayudar a seleccionar futuros sitios de aterrizaje lunar.
La misión se lanzó el 4 de agosto de 2022 en un cohete Falcon 9 Block 5. 

## Nombre
El 23 de mayo de 2022, el Ministerio de Ciencia y TIC de Corea del Sur nombró oficialmente al Korea Pathfinder Lunar Orbiter (시험용 달 궤도선, 試驗用月軌道船) como «Danuri» (다누리). Danuri es un acrónimo de dos palabras coreanas, dal (달) que significa luna y nurida (누리다) que significa disfrutar. Según el ministerio, este nuevo nombre implica una gran esperanza y deseo por el éxito de la primera misión a la Luna de Corea del Sur.

## Visión general
La agencia espacial de Corea del Sur, llamada Instituto de Investigación Aeroespacial de Corea (KARI), junto con la NASA, produjeron un estudio de viabilidad del orbitador lunar en julio de 2014. Las dos agencias firmaron un acuerdo en diciembre de 2016 en el que la NASA colaboraría con la carga útil de un instrumento científico, las telecomunicaciones, la navegación y el diseño de la misión.
El Programa de Exploración Lunar de Corea (KLEP) se divide en dos fases. La Fase 1 es el lanzamiento y operación de KPLO, que es la primera sonda lunar de Corea del Sur, destinada a desarrollar y mejorar las capacidades tecnológicas de Corea del Sur, así como a mapear los recursos naturales desde la órbita. Los objetivos clave de la misión del orbitador KPLO incluyen la investigación de la geología lunar y el entorno espacial, la exploración de los recursos lunares y la prueba de la tecnología espacial futura que ayudará en las futuras actividades humanas en la Luna y más allá.
La Fase 2 incluirá un orbitador lunar, un módulo de aterrizaje lunar y un rover de 20 kg, que se lanzarán juntos en un vehículo de lanzamiento surcoreano KSLV-2 desde el Centro Espacial Naro, en 2025.

## Objetivos
Los principales objetivos de esta misión son mejorar las capacidades tecnológicas de Corea del Sur en tierra y en el espacio exterior, y «aumentar tanto el valor de la marca nacional como el orgullo nacional». Los objetivos tecnológicos específicos son:
- Desarrollo de tecnologías críticas para la exploración lunar.
- Producir un mapa topográfico como apoyo para seleccionar futuros sitios de aterrizaje lunar y para inspeccionar recursos lunares como hielo de agua, uranio, helio-3, silicio y aluminio.
- Desarrollo y validación de nuevas tecnologías espaciales.

Desde la perspectiva de la ciencia lunar, comprender el ciclo del agua en la Luna es fundamental para el mapeo y la explotación. Los protones del viento solar pueden reducir químicamente los abundantes óxidos de hierro presentes en el suelo lunar, produciendo hierro metálico nativo (Fe0) y un ion hidroxilo (OH−) que puede capturar fácilmente un protón para formar agua (H2 O). Se cree que las moléculas de hidroxilo y agua se transportan por toda la superficie lunar mediante mecanismos desconocidos, y parecen acumularse en áreas permanentemente sombreadas que ofrecen protección contra el calor y la radiación solar.

## Carga científica
El KPLO lleva seis instrumentos científicos con una masa total de aproximadamente 40 kg. Cinco instrumentos son de Corea del Sur y uno de la NASA:
- Lunar Terrain Imager (LUTI): tomará imágenes de probables sitios de aterrizaje para la misión de exploración lunar de segunda etapa y sitios particulares de la superficie lunar con una alta resolución espacial (<5 m).
- La Cámara polarimétrica de gran angular (PolCam) adquirirá las imágenes polarimétricas de toda la superficie lunar excepto las regiones polares, con resolución espacial media para investigar las características detalladas del regolito lunar.
- El Magnetómetro KPLO (KMAG) es un magnetómetro que medirá la fuerza magnética del entorno lunar (hasta ~100 km sobre la superficie lunar) con sensores magnéticos ultrasensibles.
- El Espectrómetro de rayos gamma KPLO (KGRS) es un espectrómetro de rayos gamma que investigará la composición química de los materiales de la superficie lunar dentro de un rango de energía de rayos gamma de 10 keV a 10 MeV, y mapeará su distribución espacial.[16][17]
- El Experimento de redes tolerantes a demoras (DTNPL) es un experimento de comunicación en redes tolerantes a demoras (DTN), un tipo de Internet interplanetario para la comunicación con dispositivos terrestres.[13]
- La ShadowCam, de la NASA, mapeará la reflectancia dentro de las regiones permanentemente sombreadas para buscar evidencia de depósitos de hielo de agua.[18]

## Lanzamiento
Originalmente planeado para su lanzamiento en diciembre de 2018, Danuri fue puesto en órbita por un vehículo de lanzamiento Falcon 9 el 4 de agosto de 2022.  Debido a que Danuri se lanzó como una misión dedicada de Falcon 9, la carga útil junto con la segunda etapa de Falcon 9 se situaron directamente en una trayectoria de escape de la Tierra y en una órbita heliocéntrica cuando la segunda etapa se volvió a encender para un segundo arranque del motor o encendido de escape.

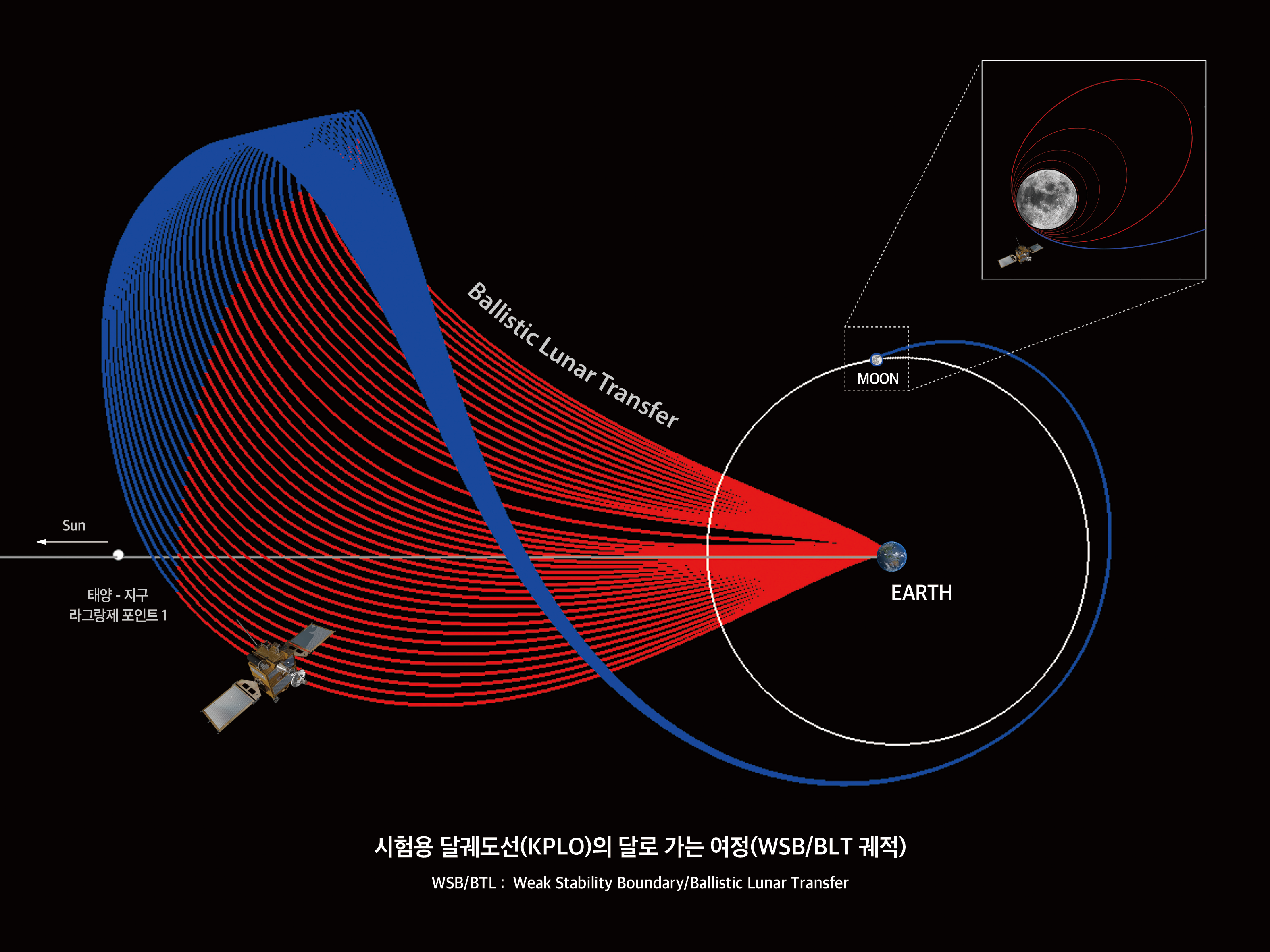
La trayectoria de KPLO (Danuri) a través de la transferencia lunar balística (BLT)

Como el KPLO utiliza la transferencia lunar balística (BLT) para transferirse a una órbita lunar, la nave espacial tardará aproximadamente un mes en llegar a la Luna. Este fue un cambio de plan del anterior donde el orbitador habría realizado al menos tres órbitas altamente elípticas de la Tierra, cada vez aumentando su velocidad y altitud hasta alcanzar la velocidad de escape, iniciando una inyección translunar.
La propulsión principal de la nave espacial proviene de cuatro propulsores de 30 newton, y para el control de actitud (orientación) utiliza cuatro propulsores de 5 newton.